# Oro-akraler-Fehlbildungskomplex
Der Oro-akrale-Fehlbildungskomplex ist ein sehr seltener angeborener Fehlbildungskomplex mit den Hauptmerkmalen Mikrogenie, Aglossie (Fehlen der Zunge) oder Mikroglossie kombiniert mit Fehlbildungen der Gliedmaßen.
Synonyme sind: Oro-akrales Syndrom; Aglossie-Adaktylie-Syndrom; Mikroglossie-Adaktylie-Syndrom; Ankyloglossum-superius-Syndrom; Hypoglossie-Adaktylie-Syndrom; Hanhart-Syndrom; Moebius-Syndrom; Charlie-M-Syndrom; Jussieu-Syndrom
Die Namensbezeichnung „Hanhart-Syndrom“ bezieht sich auf den Autor der Beschreibung und Prägung des Begriffes aus dem Jahre 1950 durch den schweizerischen Internisten und Humangenetiker Ernst Hanhart (1891–1973).

## Verbreitung
Die Häufigkeit wird mit unter 1 zu 1.000.000 angegeben, bislang wurde über etwa 30 Betroffene berichtet. Die Vererbung erfolgt autosomal-dominant.

## Ursache
Die  Ursache ist bislang nicht bekannt.

## Klinische Erscheinungen
Klinische Kriterien sind:
- Zungenfehlbildung, Hypoglossie
- Synechie zwischen Ober- und Unterkiefer (Syngnathie)
- partielle Anodontie
- Mikrogenie, Mikrostomie
- Lippen-Kiefer-Gaumenspalte
- seltener Möbius-Syndrom mit Lähmung von Hirnnerven
- breite Nase, Telekanthus, Unterliddefekte, Gesichtsasymmetrie
- oft symmetrische Reduktionsdeformitäten, Peromelie, Adaktylie, Syndaktylie
- Oligodaktylie

## Differentialdiagnose
Abzugrenzen ist u. a. die Akrofaziale Dysostose Typ Nager.

## Therapie
Die frühzeitige Behandlung kommt bei Problemen beim Füttern und Sprechen sowie für die Gliedmaßenfehlbildungen infrage.